# Teracotona rufipennis
Teracotona rufipennis är en fjärilsart som beskrevs av Embrik Strand 1909. Teracotona rufipennis ingår i släktet Teracotona och familjen björnspinnare. Inga underarter finns listade i Catalogue of Life.